# Senat von Oregon

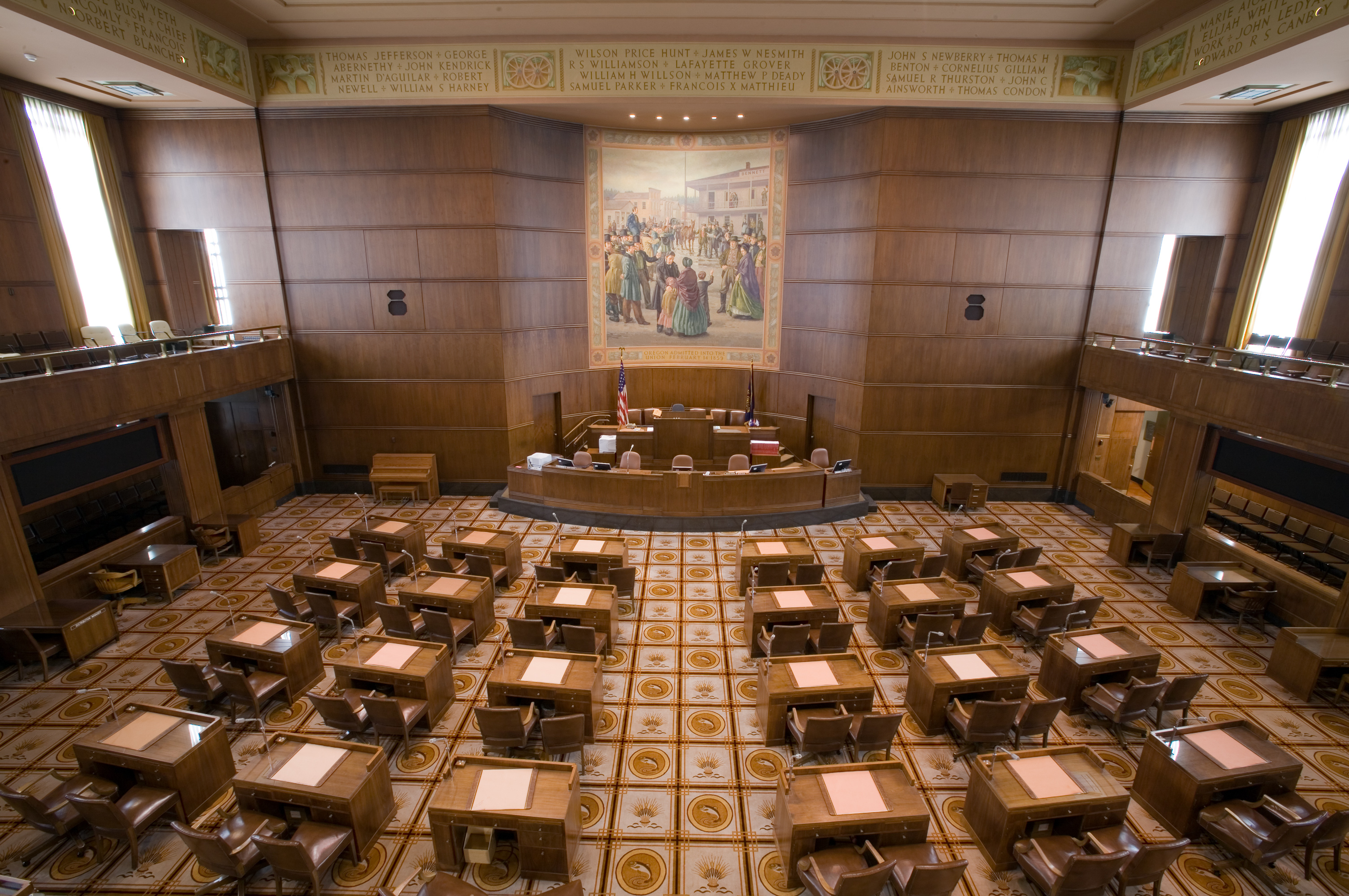
Sitzungssaal im State Capitol

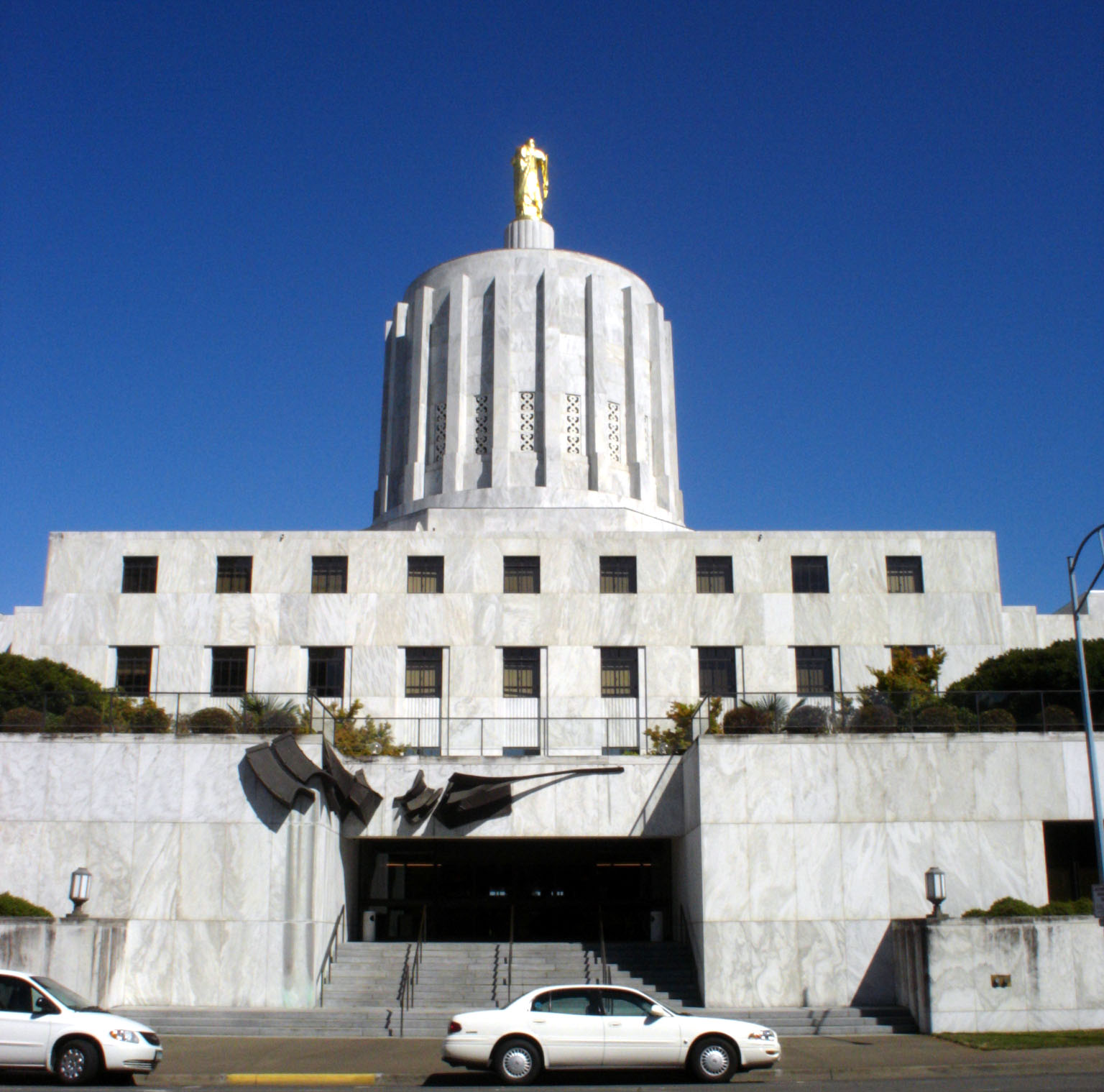
Das State Capitol von außen

Der Senat von Oregon (Oregon State Senate) ist das Oberhaus der Oregon Legislative Assembly, der Legislative des US-Bundesstaates Oregon.
Die Parlamentskammer setzt sich aus 30 Senatoren zusammen, die jeweils einen Wahldistrikt repräsentieren. Jede dieser festgelegten Einheiten umfasst eine Zahl von durchschnittlich 114.000 Einwohnern. Die Senatoren werden jeweils für vierjährige Amtszeiten gewählt; eine Beschränkung der Amtszeiten existiert nicht. Es wird jeweils die Hälfte der Kammer im Abstand von zwei Jahren gewählt. Der Oregon Supreme Court revidierte 2002 ein Gesetz von 1992, das die Amtszeit eines Senators auf zwei nacheinander folgende Amtszeiten (acht Jahre) beschränkte.
Der Sitzungssaal des Senats befindet sich gemeinsam mit dem Repräsentantenhaus im Oregon State Capitol in der Hauptstadt Salem.

## Aufgaben des Senats
Wie in den Oberhäusern anderer Bundesstaaten und Territorien sowie im US-Senat fallen dem Senat von Oregon im Vergleich zum Repräsentantenhaus spezielle Aufgaben zu, die über die Gesetzgebung hinausgehen. So obliegt es dem Senat, Nominierungen des Gouverneurs in dessen Kabinett, weitere Ämter der Exekutive sowie Kommissionen und Behörden zu bestätigen oder zurückzuweisen.

## Struktur der Kammer
Oregon ist neben Arizona, Maine und Wyoming einer von vier Bundesstaaten, die das Amt des Vizegouverneurs abgeschafft haben. Dieser agiert in den meisten Oberhäusern auf Bundesstaatsebene sowie im US-Senat (in Person des Vizepräsidenten), als Oberhaupt der jeweiligen Parlamentskammer. In Oregons Exekutive wurde stattdessen das separate Amt des Senatspräsidenten geschaffen.
Der Senatspräsident nimmt nur an Abstimmungen teil, um bei Pattsituationen eine Entscheidung herbeizuführen. In Abwesenheit von ihm steht der jeweilige Präsident pro tempore den Plenarsitzungen vor. Dieser wird von der Mehrheitsfraktion des Senats gewählt und später durch die Kammer bestätigt. Derzeitiger Senatspräsident ist der Demokrat Peter Courtney aus dem 11. Wahlbezirk (Salem); Präsident pro tempore ist die Demokratin Ginny Burdick aus dem 22. Wahlbezirk (Portland).
Zur Mehrheitsführerin (Majority leader) der Demokraten wurde Diane Rosenbaum aus dem 21. Wahlbezirk (Portland) gewählt; Oppositionsführer (Minority leader) ist der Republikaner Ted Ferrioli aus dem 30. Wahlbezirk (John Day).

## Zusammensetzung der Kammer
| Partei   | Partei                 | Abgeordnete |
| -------- | ---------------------- | ----------- |
|          | Demokratische Partei   | 18          |
|          | Republikanische Partei | 12          |
| Summe    | Summe                  | 30          |
| Mehrheit | Mehrheit               | 8           |